# Dolce & Gabbana
Dolce & Gabbana è una casa di alta moda italiana fondata nel 1985 dagli stilisti Domenico Dolce e Stefano Gabbana a Legnano. 
Ha sede a Milano.

## L'azienda di design

### Storia iniziale

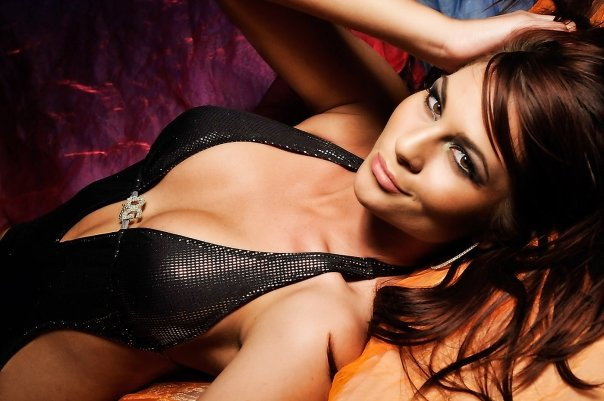
La modella Zuzana Földesová indossa un capo di abbigliamento di Dolce & Gabbana

Domenico Dolce è nato il 13 agosto 1958 a Polizzi Generosa mentre Stefano Gabbana è nato il 14 novembre 1962 a Milano. Dolce iniziò già a disegnare e confezionare i suoi vestiti all'età di sei anni. Il primo incontro tra i due avvenne per telefono, quando Dolce chiamò l'azienda di moda per cui Gabbana stava lavorando, in cerca di lavoro. Dopo essere stato assunto dalla ditta, Gabbana prese Dolce sotto le proprie ali e gli insegnò il funzionamento del processo di un'azienda di moda e come abbozzare nuovi design. Poco dopo l'assunzione di Dolce, Gabbana fu arruolato per il servizio civile di 18 mesi presso un istituto di malati mentali, ma dopo il suo ritorno i due crearono un'azienda di consulenza nell'ambito del design.
Nonostante lavorassero insieme, fatturavano sempre separatamente, finché un commercialista consigliò loro di fatturare congiuntamente in modo da semplificare le cose e rendere l'attività più efficiente dal punto di vista dei costi. I due cominciarono a fatturare ai clienti con il nome di Dolce e Gabbana, che diventò il nome della loro attività di design in via di sviluppo. La prima collezione del duo di stilisti è stata mostrata nell'ottobre del 1985, insieme a cinque altre nuove etichette, nell'ambito della Milan Fashion Week. I due non avevano soldi per delle modelle, pertanto cercarono aiuto dai loro amici; non avevano neanche soldi per fornire accessori alle loro modelle, quindi queste vestirono semplicemente i loro oggetti personali come complemento ai vestiti. Come tenda per lo stage utilizzarono persino un lenzuolo da letto che Dolce portò da casa.

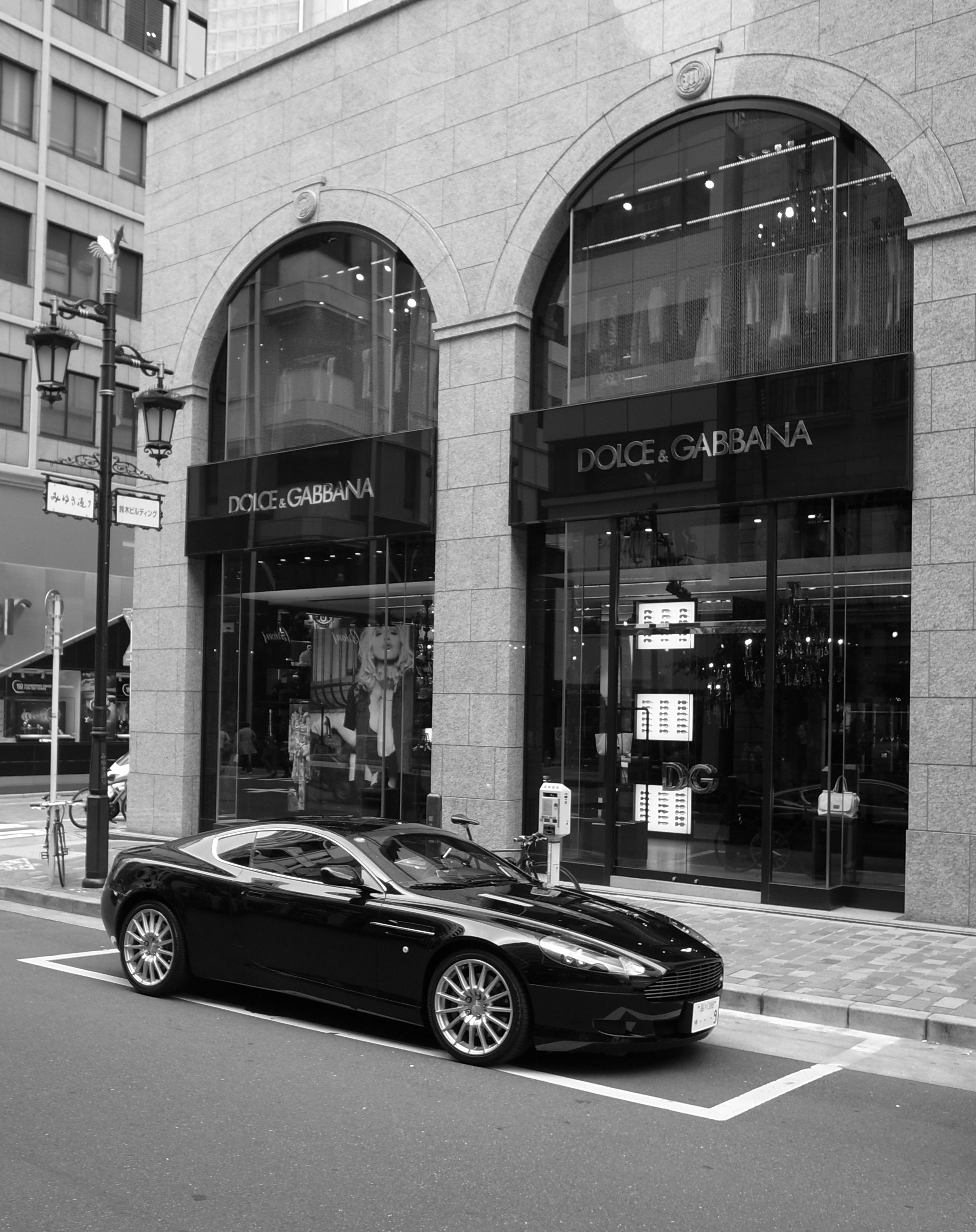
Punto vendita Dolce&Gabbana a Tokyo, Giappone

I due stilisti diedero il nome di Real Women alla loro prima collezione, dovuto in parte all'impiego di donne del posto sulla passerella. Le vendite della loro prima collezione furono abbastanza deludenti e costrinsero Gabbana ad annullare l'ordine di tessuto fatto per creare la seconda collezione. Quando i due andarono in Sicilia per Natale la famiglia di Dolce si offrì di pagare il costo della fornitura e per coincidenza l'azienda di tessuti non ricevette in tempo la revoca dell'ordine quindi al rientro a Milano il tessuto era a loro disposizione. Produssero la loro collezione successiva nel 1986 e aprirono il loro primo negozio lo stesso anno. Michael Gross scrisse della loro terza collezione in un'intervista del 1992, affermando che "erano un segreto conosciuto soltanto da una manciata di editori di moda italiani. Le loro poche modelle si cambiavano dietro uno schermo traballante. Alla loro collezione di pezzi in cotone da magliette e seta elastica diedero il nome di ″Trasformazione″. Il loro abbigliamento in questa collezione era accompagnato dalle istruzioni circa i sette diversi modi in cui è possibile indossare un pezzo in un completo, poiché l'indossatore poteva utilizzare il velcro e le chiusure a scatto per modificare la forma dei vestiti".
Fu la loro quarta collezione la prima ad avere un impatto significativo sul mercato italiano della moda. In questa collezione Dolce si rifece alle sue radici siciliane. La campagna pubblicitaria della collezione fu girata dal fotografo Fernando Scianna in un luogo in Sicilia, con fotografie in bianco e nero ispirate al cinema italiano degli anni quaranta. Continuarono a utilizzare il cinema italiano come ispirazione nella loro quinta collezione, prendendo come spunto il lavoro del regista Luchino Visconti e il suo film Il Gattopardo.
Uno dei pezzi della loro quarta collezione fu chiamato "Il vestito siciliano" dalla stampa della moda e fu indicato dall'autore Hal Rubenstein come uno dei 100 vestiti più importanti mai disegnati. È considerato il pezzo più rappresentativo per il marchio in questo periodo. Rubenstein ha descritto il pezzo nel 2012, scrivendo: "Il vestito siciliano è l'essenza di Dolce & Gabbana, la pietra di paragone sartoriale del marchio. Il vestito prende spunto da una sottoveste, ma è una sottoveste che ha adornato Anna Magnani, ed è una sagoma che ha ornato Anita Ekberg, Sophia Loren, e così via. Le cinghie si adattano strette al corpo proprio come quelle di un reggiseno; la scollatura scorre dritta, ma viene attaccata almeno due volte, una per ciascun lato, per accarezzare i due seni e nel mezzo per incontrare un'edificante piega che fornisce un lieve sostegno. La sottoveste non scivola semplicemente verso il basso, ma sale alla vita per tenere la figura con fermezza ma non troppo stretta, e in seguito si allarga per enfatizzare le anche, per cadere in modo leggermente rastremato alle ginocchia, in modo da garantire l'oscillazione delle anche mentre si cammina".

### Nuove linee e nuovi mercati

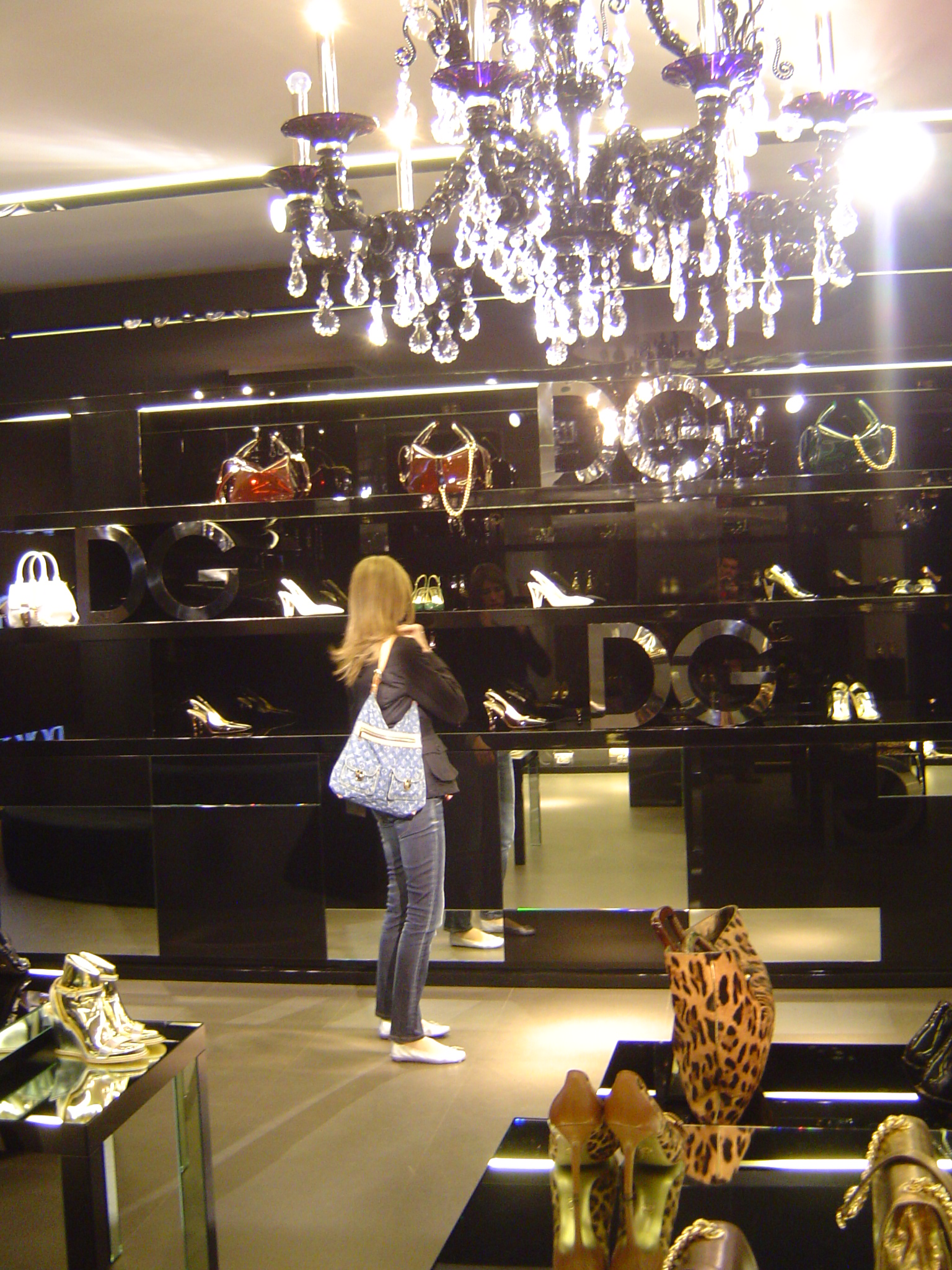
Il negozio Dolce e Gabbana di via della Spiga a Milano.

Nel 1987 il duo lanciò una linea distinta di maglie e nel 1989 iniziò a disegnare una linea di biancheria e costumi da mare. Nel 1990 lanciarono la prima collezione da uomo. In quest'anno spostarono la casa di design nei suoi primi uffici veri e propri e cominciarono a disegnare abiti da sera e altri pezzi più costosi, in aggiunta al loro abbigliamento originale. La loro collezione da donna primavera/estate 1990 fece riferimento al dipinto mitologico di Raffaello e il duo iniziò a costruirsi una reputazione per i vestiti ricoperti di cristallo. La collezione donna autunno/inverno 1991 fu adornata da ciondoli, comprese medaglie in filigrana e corsetti decorati. La collezione donna autunno/inverno 1992 fu quindi ispirata dallo schermo argentato degli anni 50, tuttavia la collezione comprendeva ancora body adornati con cristallo.
Nel 1991 la loro collezione da uomo fu insignita del Woolmark Award in quanto collezione da uomo più innovativa dell'anno. Ciò che viene considerato come il loro primo tentativo di riconoscimento a livello internazionale è arrivato quando Madonna vestì un corsetto fatto di gemme e una giacchetta di accompagnamento di Dolce & Gabbana per la prima di A letto con Madonna al Festival di Cannes. Il duo poi lavorò con Madonna nel 1993 per disegnare oltre 1500 costumi per il tour internazionale dell'artista Girlie Show a supporto del suo album del 1992 Erotica. In un'intervista sui costumi, Madonna affermò che "i loro vestiti sono sexy con un senso dell'umorismo – come me". Nel 1994 il marchio di fabbrica della casa, una giacchetta a doppio petto, fu chiamato "La Turlington", ispirandosi alla modella Christy Turlington. Nello stesso anno l'azienda lanciò la sua seconda linea principale, D&G, una linea mirata a giovani. Nel 1996 la sfilata di D&G fece la sua apparizione soltanto su internet e non sulla passerella, sperimentando lo spostamento verso i nuovi media. In questo anno Dolce & Gabbana disegnarono anche i costumi per il film Romeo + Giulietta di William Shakespeare.
Nell'ambito dell'industria cinematografica, sia Dolce che Gabbana comparirono nel 1995 nel film L'Uomo delle Stelle del regista Giuseppe Tornatore, coprendo ruoli minori. Comparirono in cammeo più importanti nell'adattamento a film di Rob Marshall Nine. In qualità di stilisti lavorarono anche al video musicale Girl Panic! dei Duran Duran.
Nell'ambito della loro espansione sul mercato negli anni 90, nel 1989 Dolce & Gabbana firmarono un accordo con il gruppo Kashiyama per aprire il loro primo negozio in Giappone. Lanciarono nel 1992 il loro primo profumo per donna, chiamato Dolce & Gabbana Parfum, che nel 1993 è stato insignito del premio della Perfume Academy come miglior profumo per donna dell'anno. Il loro primo profumo per uomo, Dolce & Gabbana pour Homme, fu insignito del premio di miglior profumo per uomo dell'anno dalla stessa Academy nel 1995. In quell'anno le collezioni di Dolce & Gabbana causarono una controversia con la stampa inglese e italiana, quando i due scelsero il tema del gangster americano ad ispirazione del loro lavoro. Dolce & Gabbana trasposero questa ispirazione dell'autunno/inverno 1995 nei vestiti da donna, che secondo la critica portarono un taglio erotico ai vestiti. Il duo aveva già utilizzato il tema in passato. Nel 1992 il fotografo Steven Meisel scattò una campagna pubblicitaria per la casa, in cui le modelle posarono in "gangster chic". Ciò comprendeva giacche con il bavero largo in stile anni 30 e berretti in pelle neri.
L'autore Nirupama Pundir ha affermato che "Dolce & Gabbana, con il loro stile superfemminile e fantasioso, si distaccarono dalle mode serie e compassate che dominarono la scena per la maggior parte degli anni 90".

### Diventare un marchio globale

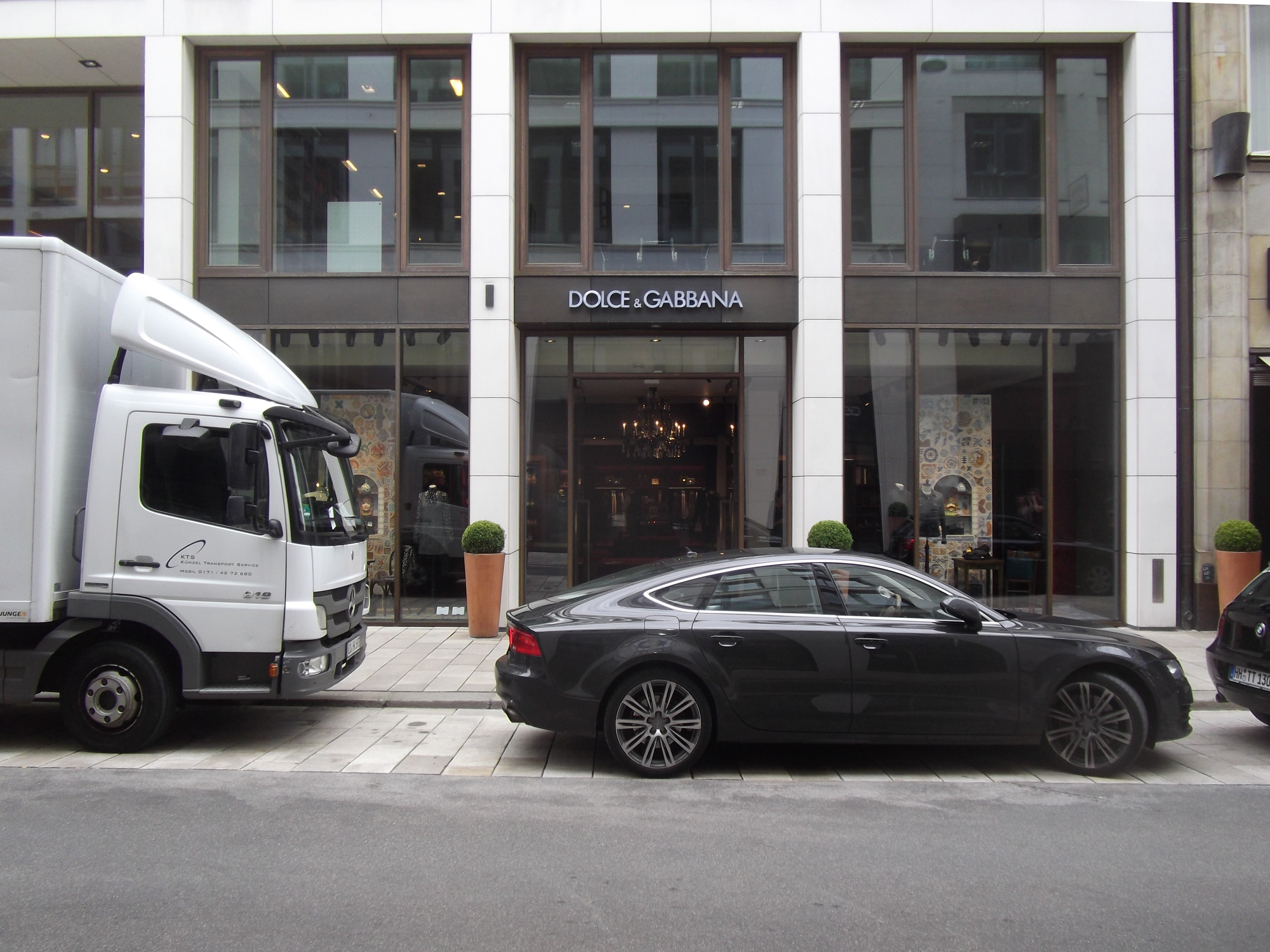
Punto vendita Dolce e Gabbana ad Amburgo, Germania

Dolce & Gabbana continuarono a lavorare con Madonna, disegnando i vestiti per il suo Drowned World Tour internazionale del 2001, a supporto del suo album uscito nel 2000 Music. Disegnarono anche vestiti per i tour internazionali di Missy Elliot, Beyoncé, e Mary J. Blige. Nel 1999 il duo comparve nel The Oprah Winfrey Show a supporto della cantante Whitney Houston, che utilizzò lo spettacolo per presentare in anteprima i vestiti disegnati da Dolce & Gabbana per il suo tour My Love is Your Love, considerato dalla critica della moda e della musica come insolitamente risqué. Il duo continuò a disegnare vestiti per artisti nell'ambito musicale per tutti gli anni 2000, compresi vestiti per il tour Showgirl Homecoming di Kylie Minogue. Madonna ha anche preso parte alle campagne pubblicitarie del 2010 di Dolce & Gabbana.
Negli anni 2000 Dolce & Gabbana si ispirarono notevolmente allo sport del calcio. Nel 2003 la linea uomo prese ispirazione principalmente dalle più grandi stelle del calcio al mondo. Altre forme di arte si ispirarono a Dolce & Gabbana. Nel 2003 l'artista di musica dance Frankie Knuckles disse che la casa di moda era un "ottimo barometro" per le tendenze nel mondo della moda e della musica. In seguito al loro impatto sul mondo del design, nel 2002 i corsetti, che ebbero un ruolo essenziale negli inizi dell'attività di Dolce & Gabbana, furono riscoperti da molti designer europei come tendenza prossima ad arrivare. Negli ultimi anni Dolce & Gabbana hanno cominciato a organizzare visioni private delle loro collezioni per gli acquirenti, allo scopo di vendere le loro collezioni prima che queste siano disponibili al pubblico e ostacolare il plagio dei loro disegni da parte di aziende del fast fashion.
Nel 2012 D&G fu fusa con Dolce & Gabbana, allo scopo di rafforzare la linea principale. L'ultima collezione indipendente di D&G fu nella primavera/estate 2012, mostrata nel settembre del 2011. The New Yorker nel 2005 affermò che "Dolce & Gabbana stanno diventando negli anni 2000 ciò che Prada ha rappresentato negli anni 90 e Armani negli anni 80-gli stilisti, la cui sensibilità definisce il decennio." Per quanto riguarda i premi personali, nel 1996 e nel 1997 Dolce & Gabbana furono nominati da FHM designer dell'anno. Nel 2003 GQ ha elencato Dolce & Gabbana tra i suoi "Uomini dell'anno". L'anno seguente i lettori di Elle votarono Dolce & Gabbana come migliori designer internazionali agli Elle Style Awards del 2004.
Il 19 giugno 2010 Dolce & Gabbana festeggiarono il 20º anniversario del loro marchio in Piazza della scala e nel Palazzo Marino a Milano. Il giorno successivo fu allestita una mostra pubblica, che comprendeva una sala in cui diverse decine di televisioni erano state impilate a caso le une sulle altre, ciascuna delle quali mostrava una diversa collezione passata della casa, passando in rassegna i suoi venti anni di storia.

## I marchi

Animazione calzature Dolce e Gabbana

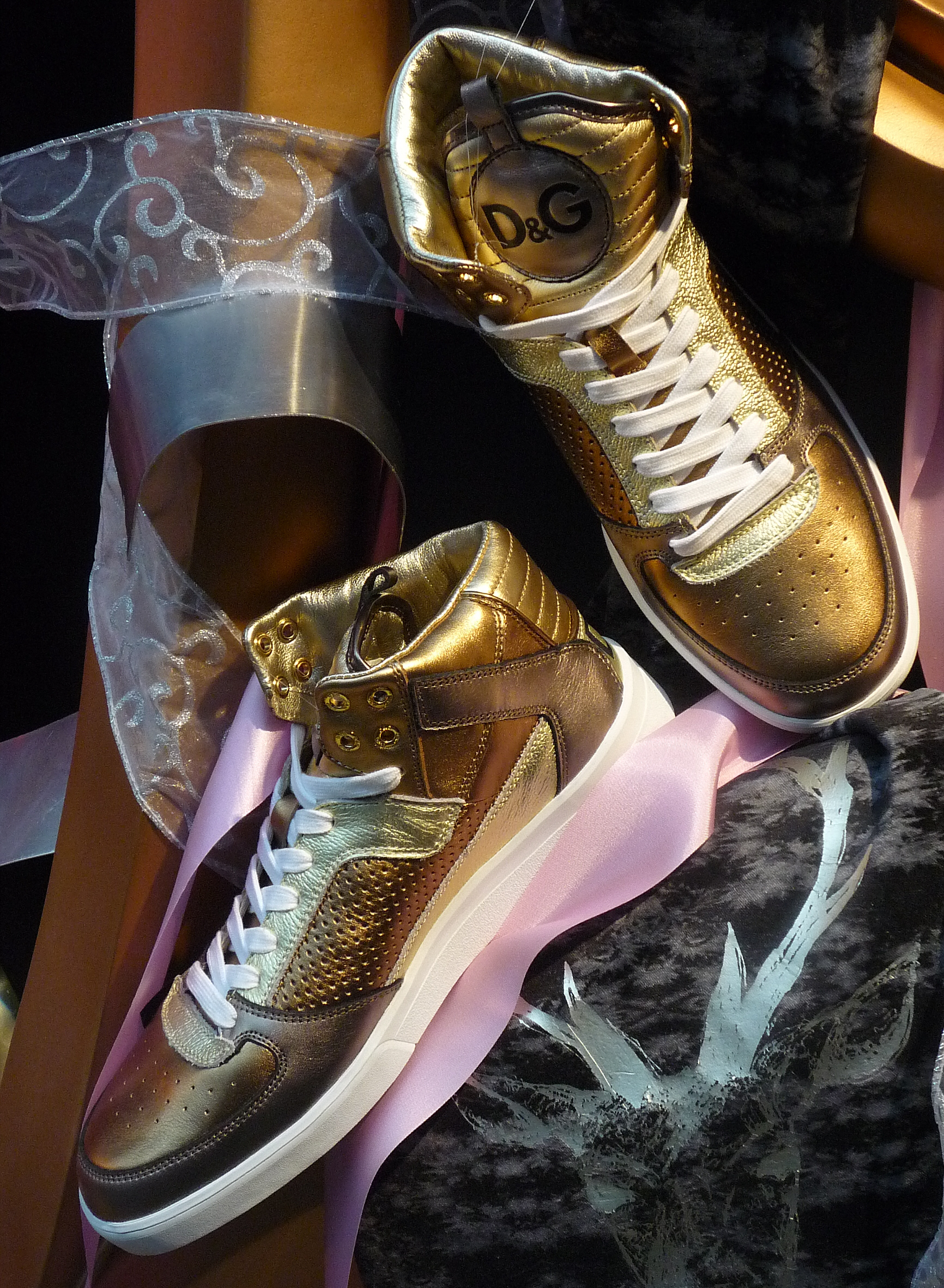
Un paio di Golden Sneakers di Dolce & Gabbana.

Dolce & Gabbana ha avuto due linee centrali (D&G e Dolce&Gabbana) fino al 2012, quando le due linee sono state fuse sotto il marchio Dolce & Gabbana.

### Dolce&Gabbana
Il marchio Dolce&Gabbana (scritto senza spazi, diversamente dal nome dell'azienda) è specializzato in oggetti di lusso ed è influenzato in gran parte dai designer; mira ad uno stile più formale per rispondere alle tendenze su lungo termine.
Vende anche occhiali da sole e eyewear correttivo, borse, orologi e trucco.

### D&G
D&G è una linea casual che segue l'ispirazione urban, che più mira ad un pubblico giovane. Diversamente da Dolce&Gabbana, D&G vende orologi e vestiti. La prima collezione per uomo di D&G è stata lanciata nel gennaio del 1994, mentre quella per donna ha debuttato in aprile dello stesso anno.
Nel 2011 la linea D&G è stata chiusa ed inglobata nella linea principale Dolce & Gabbana.

### Altre linee
Dolce & Gabbana hanno creato una collezione da sposa, ma soltanto tra il 1992 e il 1998. La Dolce & Gabbana Home Collection - lanciata nel 1994 - fu abbandonata nel 1999, con l'eccezione di pezzi unici creati per i locali di D&G. La prima collezione di abbigliamento mare da donna è stata sviluppata nel 1989, seguita dalla prima collezione di abbigliamento mare da uomo nel 1992. D&G ha lanciato una linea di eyewear nel 1998 e una linea di orologi nel 2000. Nello stesso anno, D&G ha lanciato una collezione di intimo da uomo e da donna, separata rispetto alla collezione di lingerie di Dolce & Gabbana. Nel 2001 hanno lanciato la linea D&G Junior, per bambini. Nel 2006 il duo ha lanciato la linea Anamalier di accessori leopardati per donne, e nel 2007 hanno lanciato una linea di valigie da viaggio di coccodrillo per uomo. Tra le altre borse prodotte dalla casa vi è il borsone portatutto di Miss Sicilia, e la borsa "Dolce", proposta in paglia e pelle.

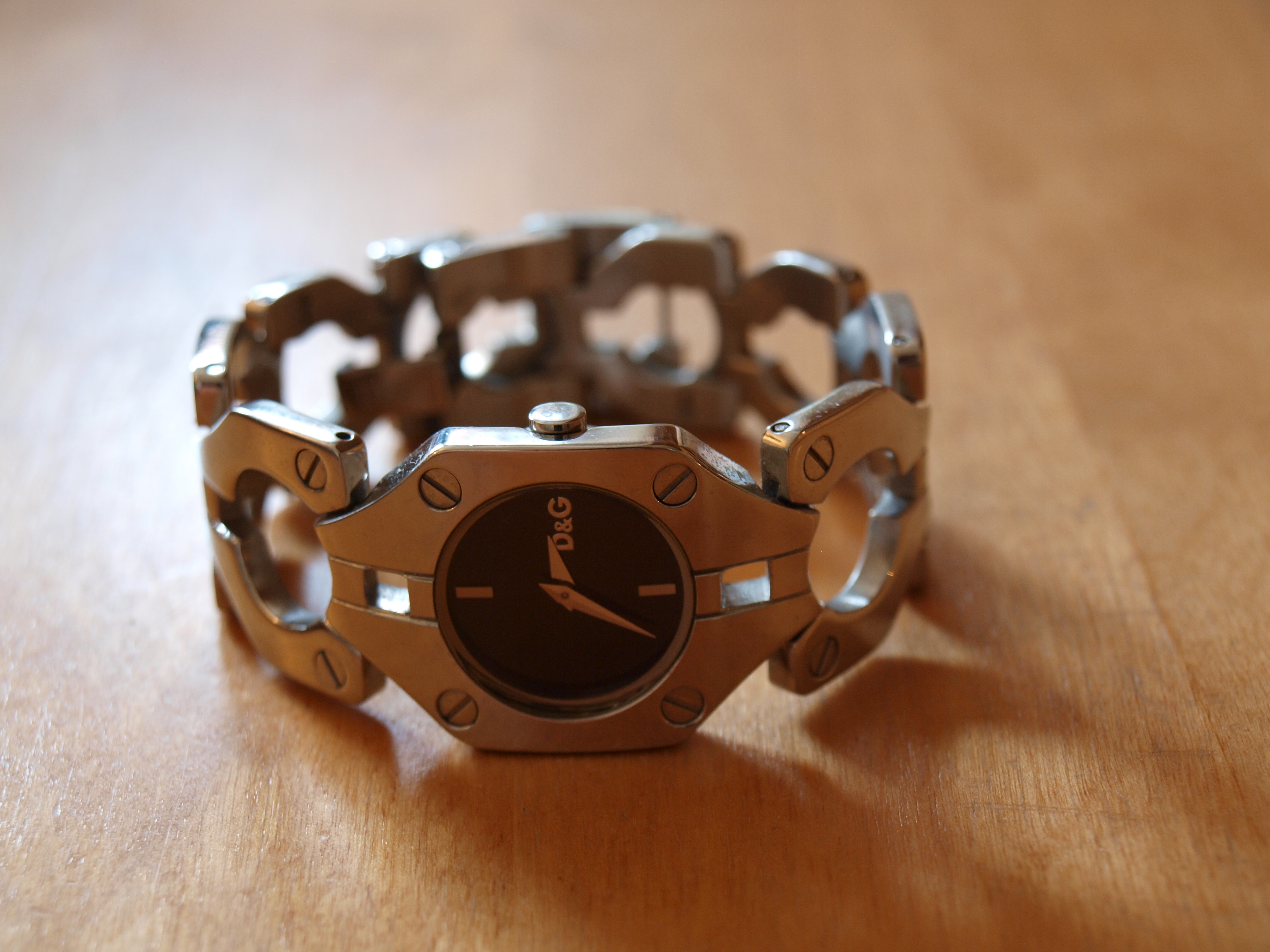
Orologio di Dolce e Gabbana

Nel 2009 hanno lanciato la loro prima linea di cosmetici colorati, con Scarlett Johansson come testimonial per la campagna pubblicitaria. Dolce & Gabbana hanno lanciato la loro prima linea di gioielleria alla fine del 2011, con una linea di 80 pezzi tra cui rosari ingioiellati, braccialetti di fascino e collane. Dolce & Gabbana hanno ricevuto diversi premi per i loro profumi, come descritto nelle sezioni precedenti.

### Profumi Dolce e Gabbana

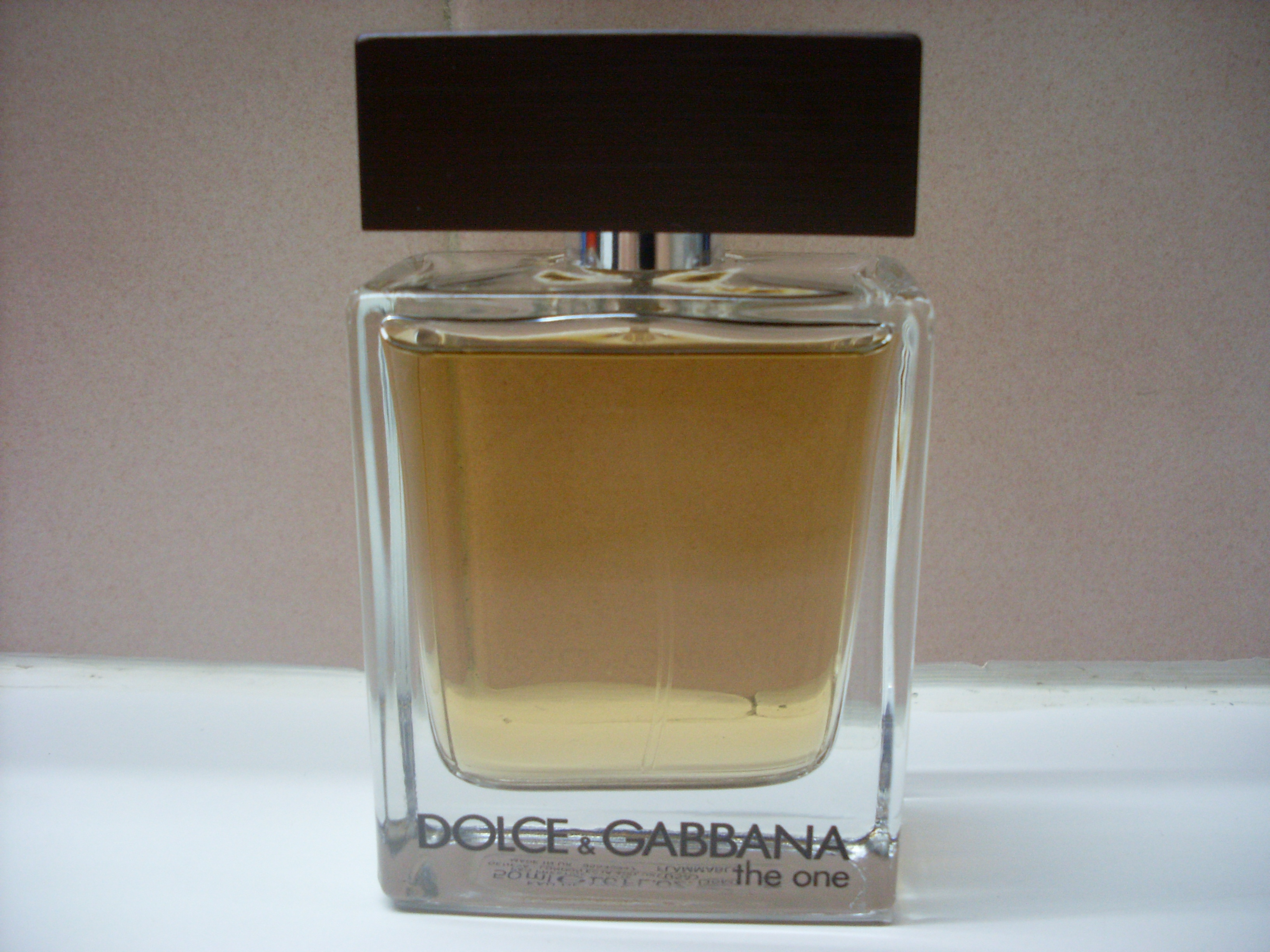
Il profumo The One, di Dolce e Gabbana.

Il seguente è un elenco incompleto dei profumi commercializzati sotto il marchio Dolce&Gabbana:
- Dolce & Gabbana Classique per donna (1994)
- Dolce & Gabbana Classique per uomo (1994)
- By Man per uomo (1997)
- By Woman per donna (1999)
- D & G Masculine per uomo (1999)
- D & G Feminine per donna (1999)
- Light Blue per donna (2001)
- SICILY per donna (2003)
- The One per donna (2006)
- Light Blue pour Homme per uomo (2007)
- L'Eau The One per donna (2008)
- The One for Men per uomo (2008)
- Rose the One per donna (2009)
- DOLCE per donna (2014)
- INTENSO per uomo (2014)
- K per uomo (2019)

## Partenariati

### Sport

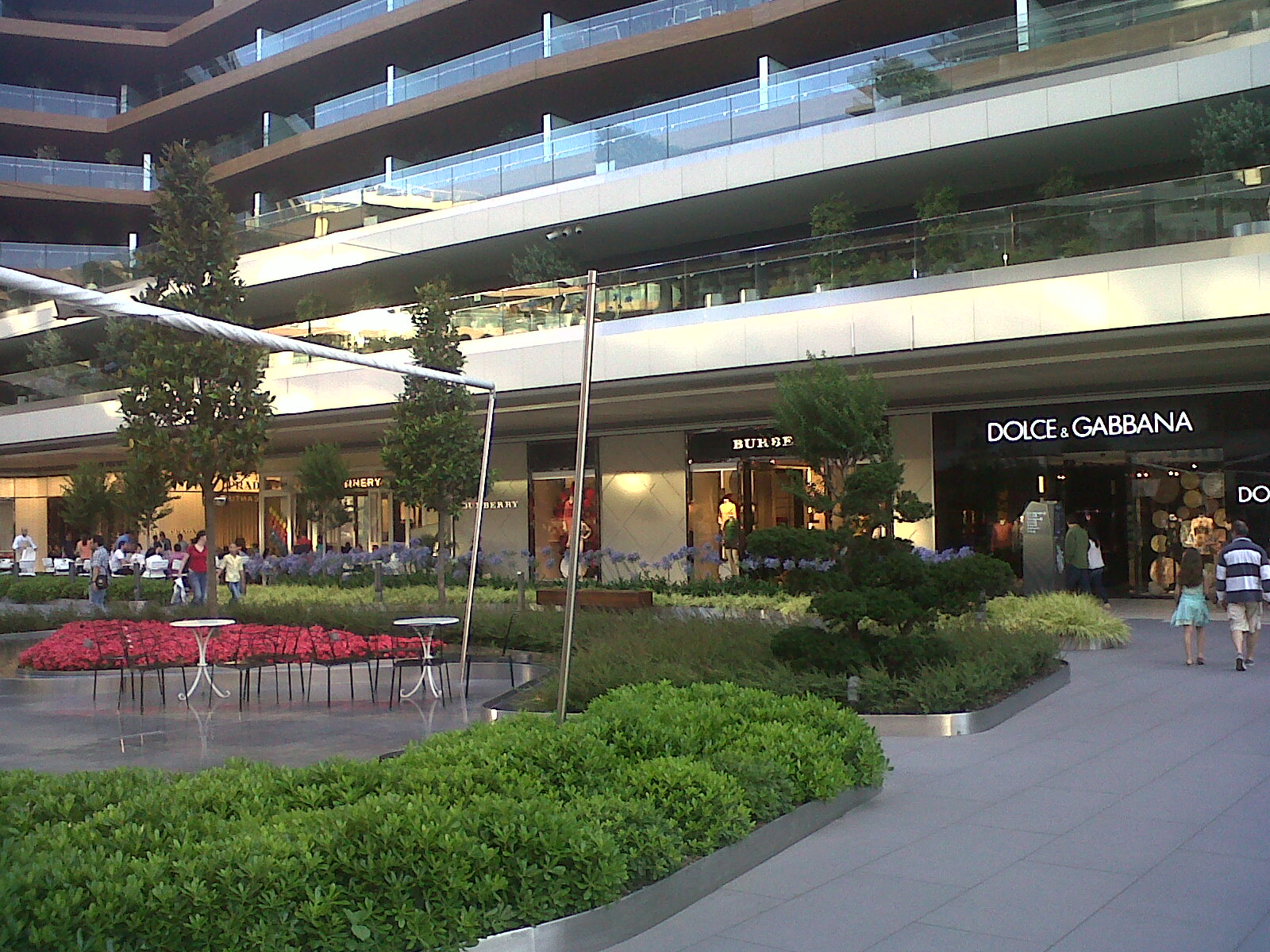
Punto vendita di Dolce e Gabbana a Istanbul, Turchia

Dolce e Gabbana ha disegnato la tenuta da gioco del Milan dal 2004. Oltre alla divisa da gioco, i giocatori del Milan vestono una tenuta di Dolce & Gabbana durante le occasioni ufficiali fuori dal campo. Il duo disegnò anche completi non da gioco per la Nazionale italiana. Nel 2010 hanno firmato un contratto di tre anni con il Chelsea per disegnare e fornire le uniformi e tenute da gioco e fuori campo. Il contratto comprende la creazione di vestiti per i membri donne dello staff, in aggiunta ai membri maschi e ai giocatori stessi. Le tenute fuori campo disegnate per la squadra comprendono un completo blu scuro che presenta il simbolo di un leone sul taschino. Inoltre i designer hanno riprogettato la lounge del direttore della squadra e la zona reception degli uffici principali. Dolce & Gabbana è inoltre sponsor dell'Italia Thunder.

### Prodotti
Nel 2006 Dolce & Gabbana ha stretto un partenariato con Motorola per produrre il telefono cellulare Motorola V3i Dolce & Gabbana. In seguito, nel 2009, Dolce & Gabbana ha stretto un accordo con Sony Ericsson per produrre una versione della sua linea di telefoni cellulari Jalou con particolari in oro 24 carati e il logo della casa di design decorato nell'oggetto di tecnologia. Dolce & Gabbana ha stretto anche un accordo con Citroën per partecipare alla progettazione di una versione della loro autovettura C3 Pluriel. Nel 2010, Dolce & Gabbana ha stretto un partenariato con Martini per produrre un'edizione "gold" del suo vermouth. Nel 2010 la casa di design si è abbinata con la cantante Madonna per lanciare una linea di occhiali da sole progettata insieme chiamata MDG.

## Campagne pubblicitarie
Lo spot creato per il primo profumo da donna di Dolce & Gabbana è stato in onda in Italia per diversi anni, da una creazione del regista Giuseppe Tornatore, arrangiato da Ennio Morricone e con protagonista l'attrice Monica Bellucci. Lo spot surrealista di 30 secondi inizia con un uomo che sbatte un polpo contro i bordi di pietra di una pozza di marea. Si alza in piedi e guarda intorno a sé, dove ci sono diverse donne occupate nelle loro vite quotidiane. Una donna (la Bellucci) viene mostrata che indossa un vestito da bagno stile anni 50 dietro un lenzuolo bianco tenuto da due altre donne. Dopo essersi cambiata, lancia il suo reggiseno sopra un cactus spinoso a forma di pera e cammina verso l'oceano. In seguito viene mostrata sdraiata sopra un letto ben fatto e l'uomo che la vede è in piedi fuori della sua finestra, che tiene il suo reggiseno sopra il proprio naso. La pellicola termina con l'immagine delle bottiglie di profumo di Dolce & Gabbana contro uno sfondo nero. Nel 2003 il profumo di the Dolce & Gabbana Sicily fu pubblicizzato in un altro spot surrealista sul funerale siciliano, anch'esso diretto da Giuseppe Tornatore.
Gisele Bündchen fu protagonista nel 2006 dello spot sul profumo "The One", che presenta Bundchen davanti ad uno specchio della vanità in corso di allestimento, con inframezzati flash di una folla di cameraman; poi lei indossa un vestito dorato, scarpe e si mette sul viso un paio di occhiali da sole D&G. Tra i fotografi e i registi che hanno lavorato con Dolce & Gabbana per le campagne pubblicitarie si può annoverare Giampaolo Barbieri, Michel Comte, Fabrizio Ferri, Steven Klein, Steven Meisel, Mert + Marcus, Jean Baptiste Mondino,  Ferdinando Scianna, Giampaolo Sgura, Mario Sorrenti, Solve Sundsbo, Mario Testino, Giuseppe Tornatore, e Mariano Vivanco. Dolce & Gabbana hanno vinto due Leadawards, il premio sulla pubblicità più importante in Germania, per le loro campagne. Nel 2004 hanno vinto con la loro campagna autunno/inverno 2003/04 campaign e nel 2006 hanno vinto con la loro campagna autunno/inverno 2005/06.

## Ispirazioni e stile

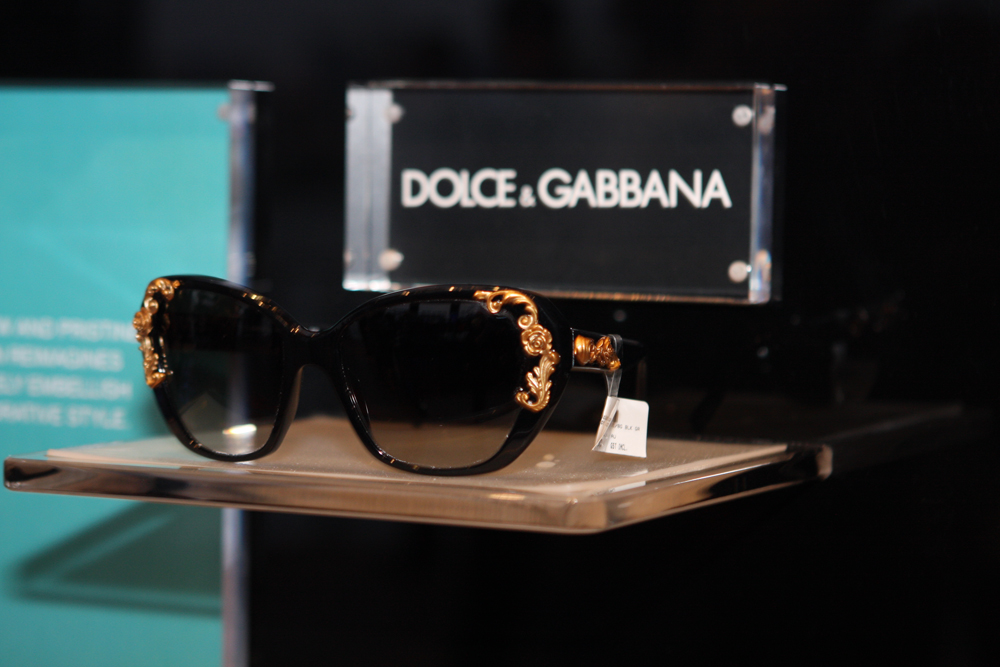
Occhiali da sole di Dolce & Gabbana

La principale fonte d’ispirazione e culla dello stile Dolce & Gabbana è la Sicilia. La Sicilia rappresenta l’identita del marchio. Ispirati in origine dall'eclettico negozio di articoli usati Bohemia, le stampe animalier molto colorate di Dolce & Gabbana sono state descritte come "alto hippy". "Quando disegniamo è come un film" afferma Domenico Dolce, "pensiamo ad una storia e disegniamo i vestiti che si adattano ad essa". Sostengono di essere più interessati a creare i vestiti migliori e che donano di più rispetto a tendenze che fanno scintille, dopo aver ammesso che non interesserebbe loro se il loro unico contributo alla storia della moda fosse un reggiseno nero (Dolce & Gabbana 2007).
I marchi registrati D & G comprendono intimo e capi d'abbigliamento (come corsetti e lacci per reggiseni), abiti gessati da gangster capo e cappotti stampati in modo stravagante. Nel frattempo le loro collezioni da donna sono sempre sostenute da potenti campagne pubblicitarie, come spot in bianco e nero, che presentano la modella Marpessa fotografata da Ferdinando Scianna nel 1987. "Trovano la loro via di uscita da ogni abito nero, da ogni camicetta abbottonata" dice Rossellini; "il primo loro pezzo che ho indossato è stato una maglietta bianca, molto innocente, ma tagliata per far sembrare che i miei seni saltassero fuori da essa".
Dopo aver doppiato il "Gilbert and George of Italian fashion", Dolce e Gabbana diedero una svolta musicale ai loro interessi sulla moda nel 1996, quando registrarono il loro singolo, nel quale cantavano le parole "D&G is love" su una base techno. Più recente nel gioco del design rispetto ad altre blasonate case di moda italiane quali Versace e Armani, la coppia ammette che la fortuna ha avuto il suo ruolo nel loro eccezionale successo. Nel 1997 l'azienda registrò un fatturato di 400 milioni,il che ha spinto i due designer ad annunciare l'intenzione di andare in pensione all'età di 40 anni - promessa da loro non mantenuta.

## Alta Moda
Alta Moda è stata lanciata nel 2012, ispirata dal contributo di Giovanni Battista Giorgini per la promozione della moda italiana e dei marchi del Made in Italy all’estero. Nel corso degli anni, il concetto alla base dell'idea del progetto di haute couture è stato quello di rendere omaggio all’artigianato e alla tradizione sartoriale italiana in tutte le loro espressioni. Fin dalla sua prima sfilata, Dolce&Gabbana ha presentato nuove collezioni scoprendo famosi luoghi d’interesse italiani come il Teatro alla Scala a Milano, Piazza San Marco a Venezia o il Tempio della Concordia ad Agrigento.
Le linee principali di Alta Moda sono:
- Alta Moda – Linea donna
- Alta Sartoria – Linea uomo
- Alta Gioielleria – Linea donna e uomo
- Alta Orologeria – Linea donna e uomo

### Cronologia degli eventi
- Luglio 2012 – Taormina. La prima presentazione Dolce&Gabbana Alta Moda ha luogo a Taormina, Sicilia, con 73 design dedicati all’artigianato italiano. Lo show è iniziato con il debutto dell’opera Bel Canto di Bellini, Norma, nell’antico anfiteatro romano, seguito dall’evento del giorno successivo nell’ex monastero di San Domenico.[66] La prima collezione autunno/inverno è stata realizzata per celebrare le tradizioni dei diversi periodi storici siciliani, incluso un adattamento moderno del film Il Gattopardo (film del 1963) di Luchino Visconti, volto a riflettere i cambiamenti nella vita e nella società siciliana durante il Risorgimento.[67][68]

- 2013 – Milano/Venezia. Dolce&Gabbana presenta la sua prima collezione Alta Moda a Milano. La collezione è influenzata dai simboli della città.[69] Dolce&Gabbana presenta la sua terza collezione Alta Moda nelle sale affrescate di Palazzo Barbaro a Venezia, su Canal Grande. L’evento dedicato alla collezione è in parte influenzato dai mosaici delle cattedrali bizantine e veneziane. La sfilata è stata seguita da un ballo in maschera presso un altro palazzo storico veneziano: Palazzo Pisani Moretta.[70]

- 2014 – Milano/Capri. Le collezioni di arte impressionista e moderna vengono esposte alla Scala, il teatro dell’opera di Milano, risalente al XVIII secolo, con design in stile floreale. Dolce&Gabbana presenta la collezione Alta Moda sull’isola di Capri.[71]

- 2015 – Milano/Portofino. Dolce&Gabbana presenta la collezione Alta Moda Collection presso il foyer Toscanini del Teatro alla Scala. Le collezioni Alta Sartoria e Alta Gioielleria Collection che hanno ampliato la linea di alta moda per uomo e per donna vengono esibite a Palazzo Labus, un edificio del XVII secolo in Corso Venezia,[65][72] seguiti dalle nuove collezioni Alta Moda, Alta Sartoria e Alta Gioielleria durante un evento di quattro giorni a Portofino a luglio. La collezione Portofino è stata influenzata da Sogno di una notte di mezza estate di William Shakespeare e si è rivelata una delle produzioni più grandi dei designer, con 94 modelli e 80 artisti impegnati nello spettacolo.[73][74][75]

- 2016 – Milano/Napoli. Alta Moda a Milano è dedicata a Elvira Leonardi Bouyeure, una rinomata designer di moda italiana e sarta del periodo post-bellico, che ha vissuto nel capoluogo lombardo. Gli eventi sono iniziati con la presentazione della collezione Alta Gioielleria all’interno dei Saloni Alta Moda di Via Senato. Il giorno seguente, lo storico Palazzo Labus ha ospitato la sfilata di Alta Sartoria. La collezione include linee per uomo e per donna, nonché “molto italiano” – l’artigianato di Alta Moda che riflette l’influenza dell’arte storica, come i panorami dipinti di Venezia. La Scala di Milano è stata il palcoscenico dello spettacolo di Alta Moda: gli abiti erano ispirati alle eroine delle opere del compositore Giacomo Puccini.[76][77] Villa Pignatelli è stata la location per la presentazione delle nuove creazioni Alta Gioielleria e Castel dell’Ovo è stato il palcoscenico per la sfilata di Alta Sartoria.[78]

- 2017 – Milano/Palermo. La sfilata di moda Alta Moda di Milano si svolge all’interno dei laboratori del Teatro alla Scala, ex acciaierie Ansaldo. Le creazioni Alta Gioielleria vengono presentate all’interno dei Saloni Alta Moda di Via Senato, mentre il palcoscenico del Teatro alla Scala ospita la sfilata di Alta Sartoria; la collezione è interamente dedicata al compositore italiano Giuseppe Verdi e alle sue opere principali. Durante la sfilata maschile sono stati presentati i primi quattro modelli della collezione Alta Orologeria.[79][80]

- Aprile 2017 – Tokyo, Giappone e Pechino, Cina. Il 13 aprile, Dolce & Gabbana presenta la sua Collezione presso il Museo Nazionale di Tokyo, un omaggio alla cultura giapponese e alla tradizione italiana: incisioni asiatiche e riferimenti alla pittura rinascimentale, stili orientali e barocchi. Una settimana dopo, l’Hotel Peninsula di Pechino ospita la sfilata di Alta Moda e Alta Sartoria dedicata alla cultura artistica cinese.

- Luglio 2017 – Palermo. Alta Moda Palermo si tiene in Piazza Pretoria nel centro storico di Palermo. Palazzo Gangi ospita la presentazione delle nuove creazioni Alta Gioielleria per donna; per la prima volta, una collezione Alta Gioielleria per uomo viene esposta a Palazzo Mazzarino. Gli abiti di Alta Moda illuminano Piazza Pretoria, mentre la sfilata di Alta Sartoria si svolge presso la Cattedrale di Monreale.[81][82]

- Aprile 2018 – New York, USA + Città del Messico. Dolce&Gabbana porta il Grand Tour a New York, dove i quattro giorni di eventi si aprono con la presentazione della Collezione Alta Gioielleria presso la New York Public Library. La sfilata Alta Sartoria si svolge presso la Rainbow Room del Rockefeller Center, mentre il Metropolitan Opera House è il palcoscenico dello spettacolo Alta Moda. Alcuni giorni dopo gli eventi a New York, Dolce&Gabbana presenta una sfilata di Alta Moda e Alta Sartoria a Città del Messico presso il Museo Soumaya; la principale fonte di ispirazione sono le opere della pittrice Frida Kahlo.

- 2018 – Como/Milano. Nel 2018, lo spettacolo si tiene sulle sponde del lago di Como. La presentazione delle nuove creazioni Alta Gioielleria si svolge a bordo del piroscafo Concordia in rotta verso Bellagio. La sfilata Alta Moda ha luogo presso il Parco Teresio Olivelli a Tremezzina. La collezione è un omaggio al primo romanzo storico della letteratura italiana, I promessi sposi. Villa Carlotta è la location per la sfilata di Alta Sartoria.[83] Tra le top model che presentano la collezione Alta Moda, Naomi Campbell, Eva Herzigova e Helena Christensen.[84][85]

- 2019 – Agrigento/Milano. Nel 2019, Alta Moda si tiene per la prima volta ad Agrigento, una città sulla costa meridionale della Sicilia, con oltre 400 ospiti che partecipano allo spettacolo. L’evento principale è la sfilata femminile Alta Moda. Un’altra collezione, Alta Gioielleria, viene presentata in una località vicina, Palma di Montechiaro, luogo di nascita di Giuseppe Tomasi di Lampedusa.[86][87] L’evento che si svolge a dicembre 2019 a Milano è dedicato a una nuova collezione di abbigliamento maschile presso la Biblioteca Ambrosiana di Milano, una biblioteca storica fondata nel 1609 dall’Arcivescovo di Milano, il Cardinale Borromeo.[88]

- 2020 – Firenze. A causa del Covid-19, Dolce&Gabbana ha tenuto due eventi estivi Alta Moda online a luglio 2020.[89] L’azienda tiene un unico evento dal vivo a settembre 2020, mentre Alta Moda e Alta Sartoria vengono presentate anch’esse online. La collezione di abbigliamento maschile Dolce&Gabbana Alta Sartoria viene presentata nel Palazzo Vecchio del XII secolo con capi come blazer in velluto broccato, bluse in seta e pantofole decorate con gioielli.[90][91]

- 2021 – Venezia. Nel 2021, lo spettacolo festeggia il 1600º anniversario della fondazione di Venezia nel 421. L’evento si svolge in diversi luoghi storici di Venezia: il Palazzo Ducale, l’Arsenale di Venezia e il Ponte di Rialto, mentre le modelle vengono portate alle passerelle tramite gondole.[92][93]

## Dolce&Gabbana Casa
Presentata nell’agosto 2021 a Venezia in occasione degli eventi Alta Moda, la prima Collezione Dolce&Gabbana Casa ha esibito quattro temi per il brand di arredamento d’interni – Leo, Zebra, Blu Mediterraneo e Carretto – con vari mobili e accessori per interni come ornamenti da tavolo, lampadari, mobili, tessuti e altri oggetti per la decorazione della casa.[61] Il marchio Casa è rappresentato da articoli artigianali realizzati in collaborazione con i maestri italiani e, in particolare, dagli esperti veneziani dell’artigianato del mobile, come l’azienda vetraria di Murano Barovier & Toso, Mian, I Dogi, Venini, Barbini, Salviati, Tessiture Bevilacqua, che hanno messo a disposizione la loro competenza produttiva e procedurale. Secondo i dati di marzo 2022, la collezione del marchio Casa è principalmente distribuita online.
Come ha descritto la rivista Prestige Magazine: "Per completare i vari sfondi, i designer hanno collaborato con la famosa azienda vetraria di Murano Barovier & Toso per creare installazioni spettacolari come i cinque lampadari ispirati al motivo leopardato di D&G. Ciascun lampadario misurava oltre 5 metri in altezza e presentava 56 luci, con decorazioni leopardate ed effetti rostrato nero (a punta). Per realizzare queste opere d’arte sono stati necessari circa 20.000 pezzi di vetro soffiato realizzati a mano..."

## Libri di Dolce & Gabbana
In aggiunta a disegnare vestiti, Dolce & Gabbana sono stati coautori di un paio di decine di libri che tematizzano narrazioni fotografiche e collezioni del loro lavoro. I proventi di molti di questi libri sono stati devoluti a scopi caritatevoli, tra cui il Children's Action Network e la fondazione Butterfly Onlus “école sans frontières”. Segue una bibliografia dei loro lavori letterari:
- 10 Anni Dolce & Gabbana (Una collezione delle più importanti immagini pubblicitarie ed editoriali della casa di design nel suo primo decennio)[96]
- Wildness[97]
- Animal[98]
- Hollywood (Presenta oltre 100 fotografie di personalità del cinema dell'epoca post-1985)[99]
- Calcio (Fotografie di 44 giocatori di calcio, 3 squadre e 2 allenatori)[100]
- A.C. Milan[101]
- Music (Presenta oltre 150 musicisti dalla fama mondiale)[102]
- 20 Years Dolce & Gabbana (Una storia fotografica cronologica di ciascuna delle collezioni della casa, con oltre 1000 foto)[29]
- Milan[103]
- 2006 Italia (Un libro che celebra la coppa del mondo del 2006 vinta dall'Italia)[104]
- Fashion Album (Include oltre 400 immagini che rendono omaggio ai grandi fotografi delle collezioni di Dolce & Gabbana)[105]
- Secret Ceremony[106]
- Family (Un libro incentrato sulla famiglia come il fulcro della vita di un uomo)[29]
- The Good Shepherd (Un libro che illustra la vita di un pastore comune che indossa vestiti di Dolce & Gabbana)[107]
- Milano Beach Soccer[29]
- Diamonds & Pearls[108]
- 20 Years of Dolce & Gabbana for Men[109]
- Icons 1990-2010[110]
- Fashion Shows 1990 – 2010[111]
- Nazionale Italiana: South Africa 2010 (Una serie di immagini incentrate sulla Nazionale italiana di calcio durante le sessioni di allenamento precedenti la Coppa del mondo FIFA 2010)[112]
- Uomini[113][114]
- Milan Fashion Soccer Players Portraits[115]
- David Gandy (Segue la vita del modello David Gandy per un anno intero)[116]
- Campioni[117]

## Spazi e mostre

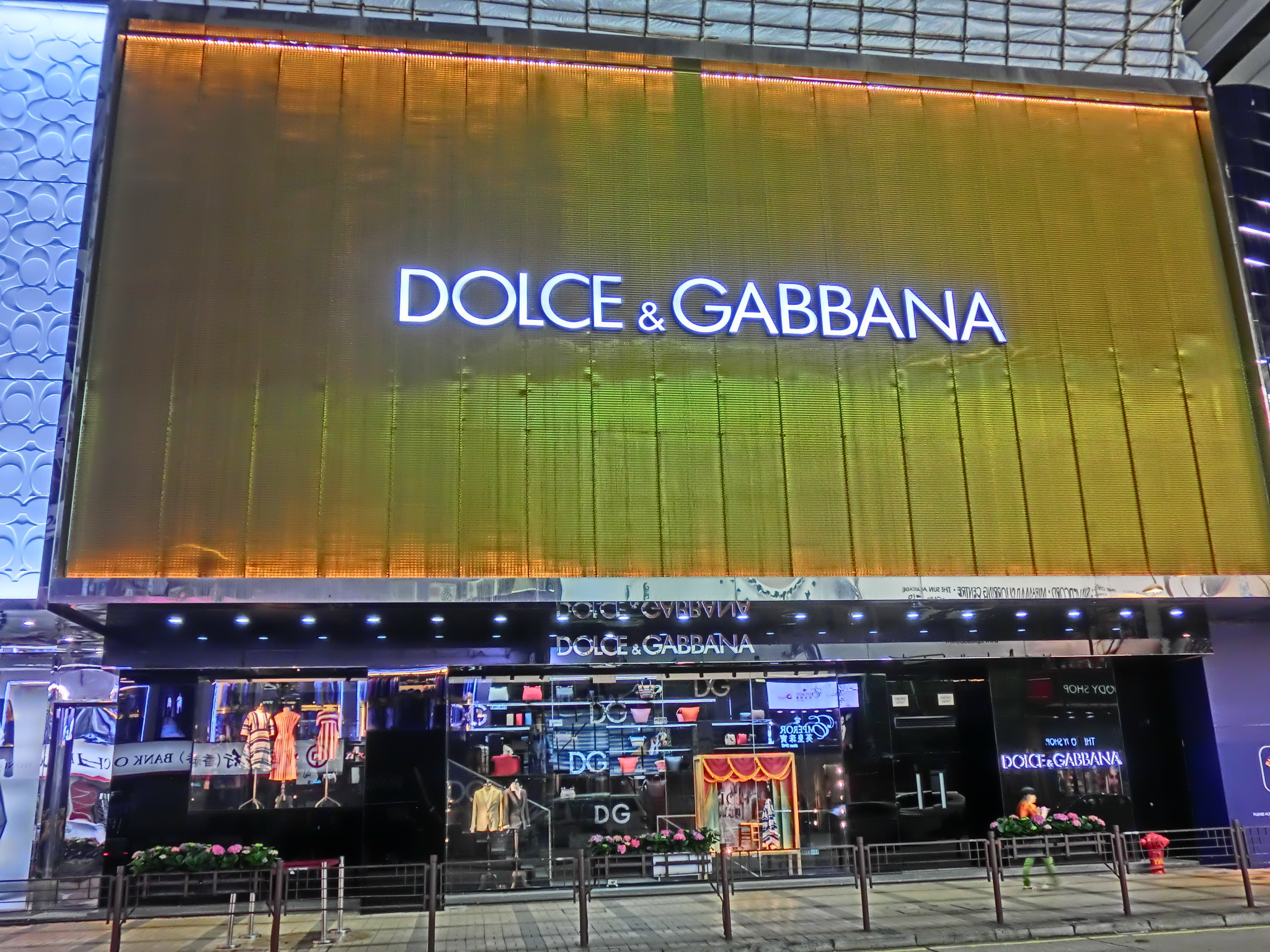
Punto vendita di Dolce e Gabbana a Hong Kong, Cina

Dolce&Gabbana ha aperto l’atelier “La sede di via San Damiano” nel settembre 1995. Ha inoltre inaugurato il proprio negozio e spazio ufficio di sette piani, “Lo showroom di via Goldoni”, nel 2002, dove ha allestito il principale showroom, precedentemente situato in Piazza Umanitaria. Nel luglio 2006 Dolce&Gabbana ha aperto uno showroom di oltre 1.500 metri quadrati, “Lo showroom di via Broggi”, a Milano. La casa di moda ha anche acquisito il cinema Il Metropol a Milano, un edificio storico costruito negli anni Quaranta, poi ristrutturato e aperto nel settembre 2005. Nel 2006, Dolce&Gabbana ha aperto IL GOLD, un locale che comprende una caffetteria, un bar, un bistrot e dei ristoranti. Ciò è avvenuto in seguito all’apertura di un bar sponsorizzato in collaborazione che il duo ha fondato presso lo showroom uomo di Milano, chiamato il Martini Bar, nel 2003. Un altro Martini Bar è stato inaugurato presso lo showroom di Shanghai nel 2006. Nel 2009, Dolce&Gabbana disponeva di 93 negozi e 11 factory outlet, e i design del marchio erano venduti in più di 80 paesi. In totale sono attivi oltre 251 negozi dedicati al brand.
Oltre a ospitare sfilate di moda e campagne pubblicitarie, Dolce&Gabbana utilizza i propri locali per ospitare mostre di fotografia e arte in generale. Poco dopo l’apertura de Il Metropol, ha ospitato due mostre dell’artista Ron Arad (designer industriale) presso la sala principale "Blo-Glo", da aprile 2006 ad aprile 2007, e "Bodyguards" alla fine di aprile 2007. L’azienda ha esposto le opere dei fotografi Enzo Sellerio nel 2007 e Herbert List nel 2008. Nel 2011, Dolce&Gabbana ha organizzato un evento open house per la mostra delle opere di Studio Piuarch, presentando i vari progetti di design e architettura dello studio dal 1996. Studio Piuarch ha costruito la sede di Dolce&Gabbana nel 2006, ed è stato proprio in questo locale che si sono svolti la mostra e l’evento open house.
Dolce&Gabbana utilizza inoltre i propri locali per il lancio di libri e mostre fotografiche dei propri design, come ad esempio il lancio del libro David Gandy nel 2011. L’azienda utilizza anche altre sedi, come il Palazzo della Ragione a Milano, dove nel maggio 2009 ha organizzato una mostra fotografica con oltre 100 immagini dalla storia di 90 anni della rivista Vogue. La mostra era intitolata "Extreme Beauty in Vogue".
L’azienda dispone anche di stabilimenti di produzione a Legnano e Incisa Val D’Arno.

### Boutique Dolce&Gabbana nel mondo
Dolce&Gabbana ha un’ampia rete di boutique in tutto il mondo, nello specifico in Europa, Asia, America del Nord e America Latina.
In Europa sono presenti boutique in Austria, Belgio, Francia, Germania, Grecia, Irlanda, Italia, Paesi Bassi, Regno Unito, Russia, Spagna, Svizzera e Ucraina.
In Asia sono presenti boutique in Arabia Saudita, Corea del Sud, Cina, Emirati Arabi Uniti, India, Giappone, Kuwait, Libano, Qatar, Singapore, Thailandia e Taiwan.
Nelle America sono presenti boutique in Canada, Stati Uniti, Messico, Colombia, Brasile, Panama, Cile e Repubblica Dominicana.
I tre paesi con il maggior numero di negozi sono gli Stati Uniti (negozi in 27 città), Italia (negozi in 19 città) e Giappone (negozi in 7 città), paesi con negozi in diverse città e anche più negozi all’interno della stessa città.

## Distribuzione

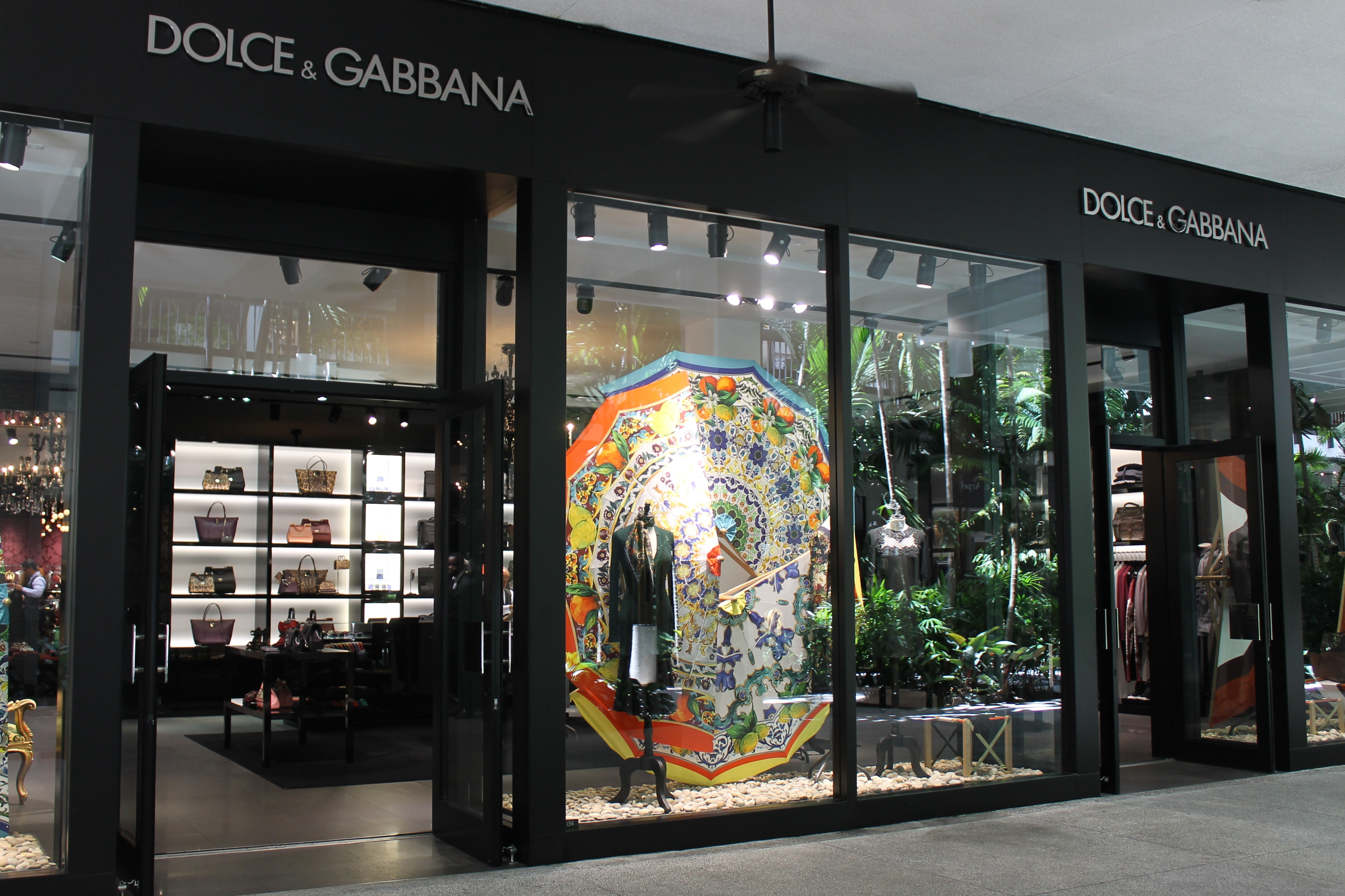
Punto vendita Dolcee Gabbana a Bal Harbour, Florida, Stati Uniti

Dolce & Gabbana vanta un'ampia rete di boutique sparse in tutti i continenti. Si contano 27 negozi negli Stati Uniti a New York, Beverly Hills, Long Island, Miami, Las Vegas, Short Hills, Atlanta, Chicago, Boston, San Francisco e Washington, distribuiti attraverso boutique monomarca o grande distribuzione organizzata come Bergdorf Goodman, Lord and Taylor, Neiman Marcus e Saks Fifth Avenue. In Italia esistono 19 punti vendita ed in Giappone sette negozi. Il marchio è distribuito anche in Germania, Austria, Belgio, Spagna, Francia, Grecia, Irlanda, Regno Unito, Paesi Bassi, Russia, Svizzera, Ucraina, Arabia Saudita, Corea del Sud, Emirati Arabi Uniti, Cina, India, Kuwait, Libano, Singapore, Thailandia, Taiwan, Canada, Messico, Brasile, Argentina, Cile e Cuba.

## Controversie
Nel febbraio 2007, l'associazione dei consumatori si è lamentata dei manifesti utilizzati per una campagna pubblicitaria spagnola e francese di Dolce & Gabbana. In tale campagna veniva mostrato un uomo che immobilizzava a terra dai polsi una donna, mentre intorno a loro altri uomini guardavano la scena indifferentemente. Le critiche relative alla pubblicità indicavano come tale atteggiamento potesse essere rappresentativo di uno stupro, ed in ogni caso era umiliante per le donne. In Spagna la campagna pubblicitaria è stata bandita, e per evitare ulteriori critiche si è preferito evitare di promuovere tale campagna anche in Italia.

### Accuse di plagio
Nel gennaio del 2009, Giorgio Armani ha accusato Dolce & Gabbana di avergli copiato un paio di pantaloni matelassé, mostrati durante la settimana della moda di Milano. I due stilisti hanno risposto ad Armani dichiarando "Sicuramente abbiamo ancora tanto da imparare, ma certo non da lui".

### Evasione fiscale
Nel maggio 2009, Dolce&Gabbana sono stati accusati di evasione fiscale ai danni dello Stato di circa 249 milioni di euro imponibili, deviati invece in Lussemburgo, in un arco di tempo dal 2004 al 2006. La successiva multa ammonterebbe a circa 800 milioni di euro.
Nel marzo del 2013 la sentenza di appello condanna Dolce e Gabbana al pagamento di 343 milioni di euro a testa per evasione fiscale.
Il 19 giugno del 2013 sono stati condannati a un anno e otto mesi di carcere per evasione fiscale e al pagamento di una multa previsionale di 500.000 euro.
Il 24 ottobre 2014 invece sono stati prosciolti in cassazione "per non aver commesso il fatto" .
Nel novembre 2018 l'azienda pubblica spot giudicati offensivi nei confronti del popolo cinese poiché ritenuti  stereotipati e razzisti. Un account Instagram, DietPrada, ha pubblicato uno scambio di messaggi con Gabbana, che esprimeva opinioni razziste. L'azienda dichiara la totale estraneità ai fatti e di essere stata hackerata.

## Testimonial

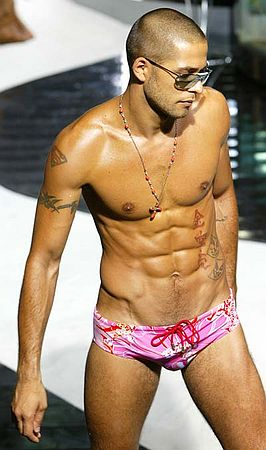
Il modello Salvatore Angelucci indossa un costume Dolce e Gabbana.

Fra le più celebri clienti di Dolce e Gabbana, sicuramente la più famosa è Madonna, che ai due stilisti chiese di disegnare 1500 abiti di scena per il tour Girlie Show del 1993. Fra gli altri celebri "indossatori" Dolce e Gabbana si possono citare Demi Moore, Nicole Kidman, Isabella Rossellini, Eva Riccobono, Susan Sarandon, Tina Turner, Gwyneth Paltrow, Liv Tyler, Jon Bon Jovi, Simon Le Bon e la First Lady Melania Trump. Nel 1996, in occasione del decennale dell'azienda è stato pubblicato il libro fotografico 10 anni di Dolce & Gabbana, che ritraeva in copertina Monica Bellucci, musa indiscussa dei due stilisti, perfetta incarnazione della donna Dolce & Gabbana. La stessa Bellucci è stata protagonista dello spot televisivo del primo profumo D&G, diretto da Giuseppe Tornatore. Anche la cantante Kylie Minogue si è sempre dichiarata grande ammiratrice del marchio, tanto che per lei, nel 2002 e nel 2011 i due stilisti hanno creato tutti i costumi del suo tour. Nel 2006 per la campagna pubblicitaria dell'intimo maschile Dolce e Gabbana Underwear sono stati scelti come testimonial i calciatori italiani Fabio Cannavaro, Gianluca Zambrotta, Andrea Pirlo, Gennaro Gattuso e Manuele Blasi. Una coppia di celebri testimonial per Dolce & Gabbana sono gli attori statunitensi Scarlett Johansson e Matthew McConaughey, che compaiono negli spot televisivi del profumo The One.

## Riferimenti nella cultura di massa
Il marchio Dolce e Gabbana viene citato in numerose canzoni, principalmente di genere hip hop, fra cui Money On My Mind di Lil' Wayne, My Humps dei Black Eyed Peas, Loungin' (Who Do Ya Luv) di LL Cool J, P.I.M.P. di 50 Cent, Daddy di Kelis, Hustler's Story di Notorious B.I.G., Suga Suga di Baby Bash, Window Shoppin' di Jamelia, Italian Bastards dei The Rocker,  Braveheart Party di Nas, Fashionista di Jimmy James e Elevator di Flo Rida Feat. Timbaland. Inoltre vari riferimenti alla casa di moda italiana vengono fatti nei film Il diavolo veste Prada, Material Girls, Sex and the City e Un amore a 5 stelle ed anche nel film I Fantastici 4 e Silver Surfer.
È stato fatto un omaggio a Dolce&Gabbana in riferimento a uno dei negozi nella serie Grand Theft Auto, chiamato Didier Sachs, per la linea di vestiti costosi e di alta qualità come riferimento a Dolce&Gabbana. L’omaggio è presente in Grand Theft Auto San Andreas, Grand Theft Auto V, Grand Theft Auto Liberty City Stories fino a Grand Theft Auto IV.